# Epirrhoe timozzaria
Epirrhoe timozzaria is een vlinder uit de familie spanners (Geometridae). De wetenschappelijke naam is voor het eerst geldig gepubliceerd in 1884 door Constant.
De soort komt voor in Europa.